# Oeder Kogel
Der Oeder Kogel, oder Oederberg ist ein 1135 m ü. NHN hoher Gipfel in den Tegernseer Bergen, die zu den Bayerischen Voralpen gehören. Am Fuß des Oeder Kogels befindet sich ein kleines Skigebiet.

## Topographie
Der Oeder Kogel gehört mit Gassler Berg, Schußkogel und Wallenburger Kogel zu einer Reihe dem Gebirgszug Neureut – Gindelalm vorgelagerter Gipfel. Die Nordseite und der Gipfel sind bewaldet. Auf dem Sattel zwischen Oeder Kogel zum Ostiner Berg befindet sich eine Sumpfwiese; dort ist ein Quellgebiet des Schußbachs.
Der Oeder Kogel ist selten besucht, die sumpfige Wiese auf dem Sattel lässt sich zu Fuß oder MTB über Forstwege von Ostin aus erreichen, die letzten ca. 30 Höhenmeter sind jedoch weglos zurückzulegen.

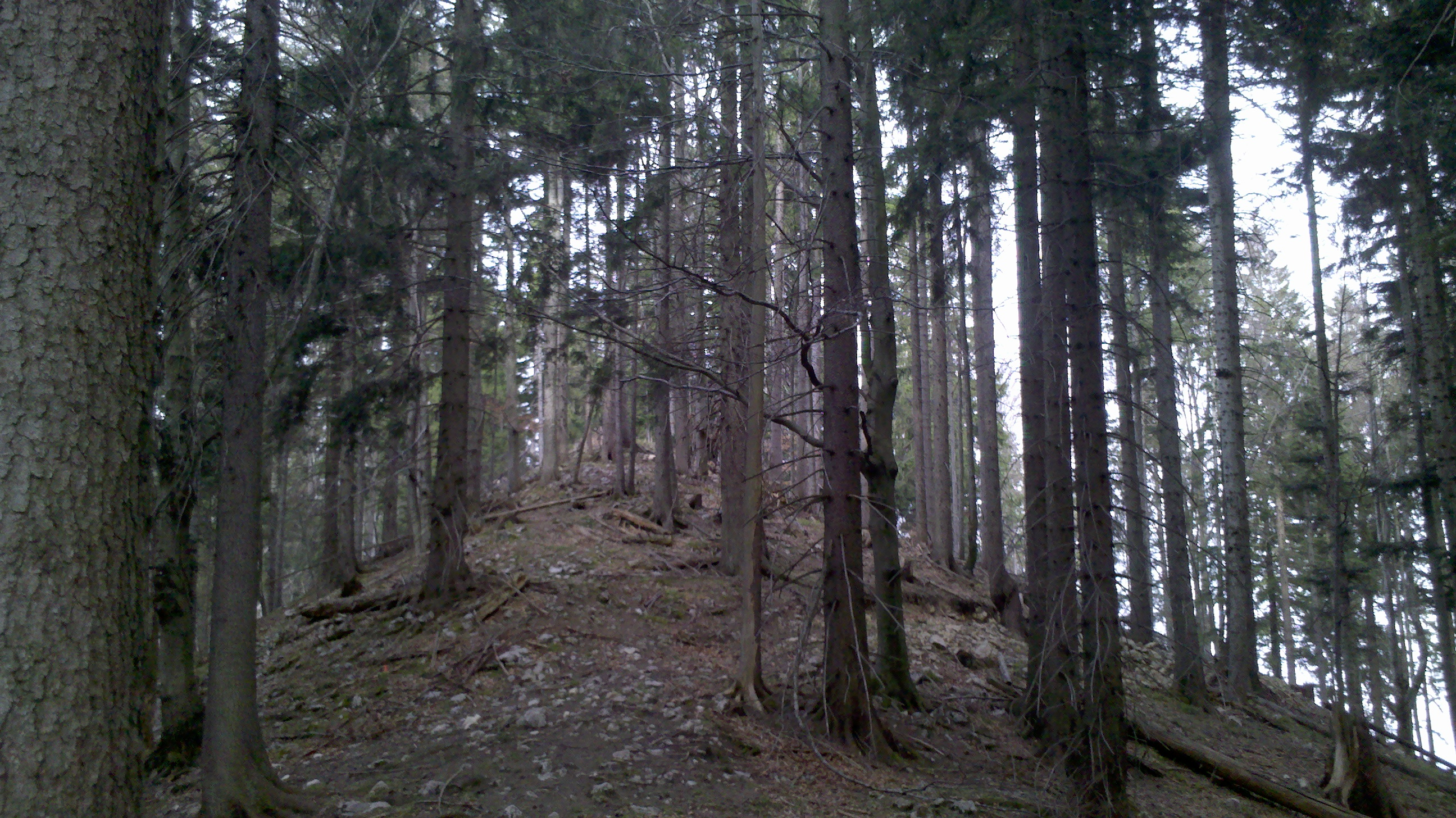
Gipfelbereich des Oeder Kogel
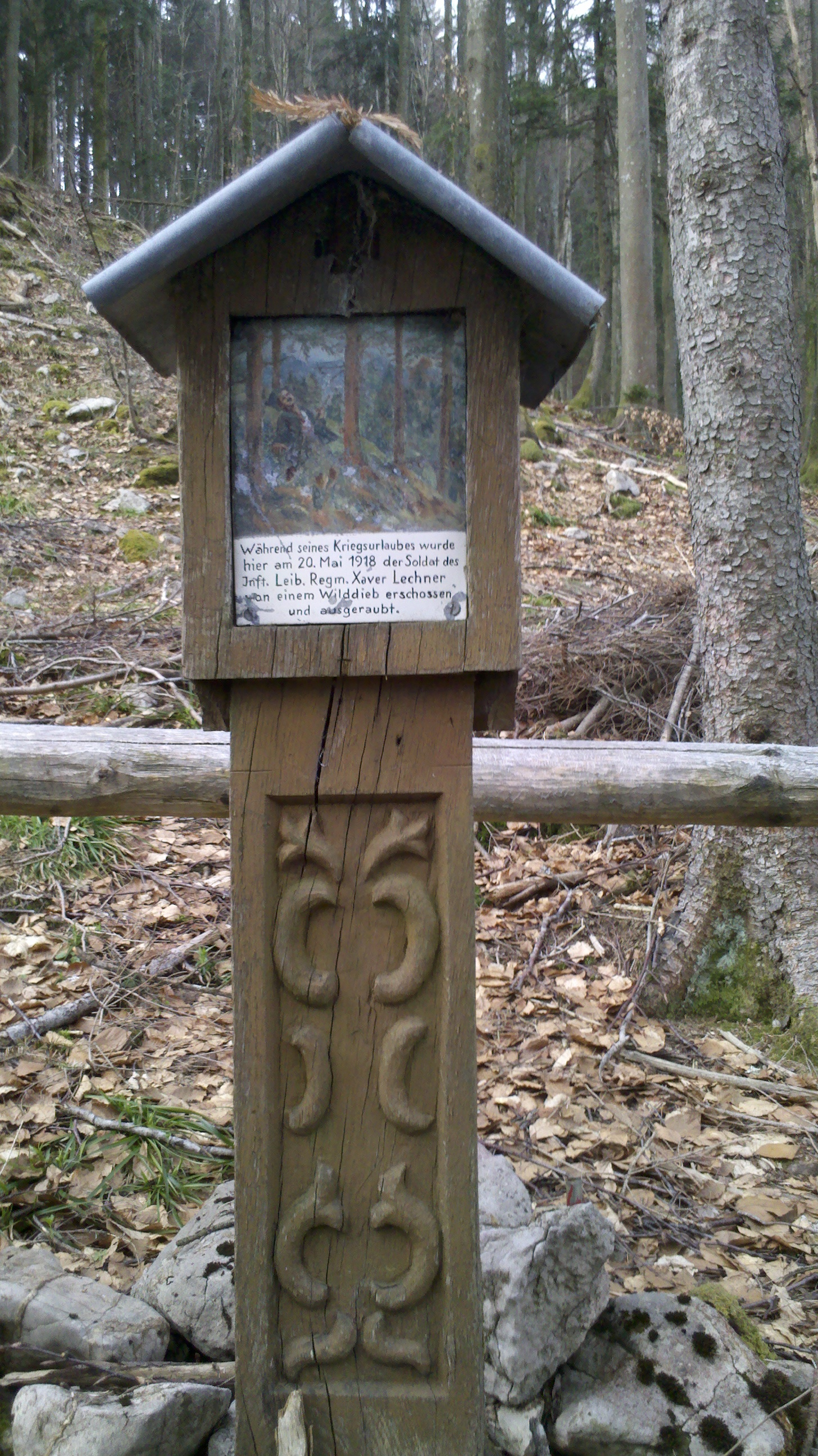
Marterl für einen von Wilderern erschossenen Soldaten auf halber Höhe zum Gipfel von Ostin aus